# DB-Baureihe V 60
Die Baureihe V 60 ist eine ursprünglich für die Deutsche Bundesbahn entwickelte Diesellokomotive für den Rangierdienst. Sie wurde ab 1955 in den Dienst gestellt und ist zum Teil bis heute beim Nachfolger der Bundesbahn sowie einigen privaten Eisenbahnunternehmen im Einsatz.
Die bei Indienststellung noch übliche, doch später im Vergleich zu anderen Diesellokomotiven unübliche Achsfolge C, also drei über Stangenantrieb verbundene Achsen, brachten ihr den Spitznamen „Dreibein“ ein.

## Geschichte
Die Deutsche Bundesbahn hatte nach ihrer Gründung einen Mangel an kleinen Rangierlokomotiven. Daher wurde ab 1951 eine Dieselrangierlok entwickelt, an deren Bau und Entwicklung fast alle namhaften Lokomotivfabriken beteiligt waren. Die neue Baureihe wurde zunächst als V 60 bezeichnet. 1955 wurden die ersten Vorauslokomotiven V 60 001–004 von Krupp, Krauss-Maffei, MaK und Henschel abgeliefert, die über verschiedene Motoren verfügten. Noch 1955 wurden die ersten 275 Serienloks in Auftrag gegeben, sie hatten den Motor GTO 6 von Maybach und das Dreiganggetriebe L 37 zUB. Seitens des Bundesministeriums für Verkehr wurde Anfang 1956 unter bestimmten Umständen zugelassen, dass die Lokomotiven im Rangierdienst ausschließlich mit dem Lokomotivführer besetzt sein durften. Zum 28. Juni 1956 wurde das auf alle Zugfahrten ausgeweitet.
Parallel zum Serienbau, der mit der Auslieferung der V 60 101 der ersten Bauserie im Juni 1956 startete, lief bis 1962 ein umfangreiches Vergleichsprogramm mit alternativen Motoren und Getrieben in den Lokomotiven V 60 011 bis V 60 024 (aus der ersten Bauserie), V 60 025 bis V 60 036 (aus der zweiten Bauserie) und V 60 042 bis V 60 049 (aus der dritten Bauserie). In zehn Loks davon wurde ein 480-kW-Motor von Daimler-Benz erprobt, der von einem Motor für die Baureihen V 80, V 100.10 und VT 08 abgeleitet war und anders als der Maybach-Motor ohne Turbolader ausgeführt war. Fünf Loks hatten Zweitakt-Dieselmotoren von Deutz. In je drei Maschinen wurden Motoren von MaK und MAN erprobt. Die meisten Erprobungsloks wurden bis Mitte der 1960er Jahre auf Maybach-Motoren umgebaut. Acht Maschinen mit Daimler-Benz-Motor behielten diesen allerdings teilweise bis zur Jahrtausendwende. In drei Lokomotiven wurde ein hydraulisches Getriebe von Krupp mit verstellbaren Pumpenrädern erprobt, das sich allerdings als störanfällig erwies. Drei Maschinen hatten Voith-Getriebe des Typs L 217 U, die als Zwischenschritt auf dem Weg zum Zweigang-Getriebe L 27 zUB angesehen werden können, das schließlich in einer größeren Zahl von V 60 zum Einsatz kam. Die meisten Erprobungslokomotiven wurden später wieder in die Serienbauart umgebaut und erhielten dabei eine neue Ordnungsnummer.
Durch einen verstärkten Rahmen erhielten einige der Lokomotiven ein höheres Reibungsgewicht von 53 Tonnen statt 48,3–49,5 Tonnen. Zusätzlich konnten bei diesen Loks für den schweren Dienst noch bis zu sechs Tonnen Ballast mitgeführt werden, die Baureihenbezeichnung blieb jedoch bei V 60. Insgesamt wurden 942 Lokomotiven der leichten und schweren Ausführung zusammen genommen geliefert. Anhand der Ordnungsnummer war eine Unterscheidung der leichten und der schweren Ausführung nicht möglich, erst zum 1. Januar 1968 wurde mit der Einführung der computerlesbaren Nummern für die DB-Lokomotiven die Baureihe V 60 in die 618 Fahrzeuge umfassende Baureihe 260 (leichte Ausführung) und 322 Fahrzeuge umfassende Baureihe 261 (schwere Ausführung) aufgeteilt. Bei den vierstelligen Ordnungsnummern entfiel die führende Tausenderstelle. Die leichteren Rahmen der 48-t-Ausführung erwiesen sich als zu schwach dimensioniert und mussten Anfang der 1960er Jahre saniert und durch zusätzliche Gurte, Hartmanganplatten und doppelte Achsgabelstege verstärkt werden.
Nach rund 25 Jahren Einsatz erprobte die DB als Baureihe 259 ab 1982 mehrere Typen von Rangierloks, die die Nachfolge der V 60 übernehmen sollten. Es kam jedoch zu keiner Entscheidung, sodass in den folgenden Jahren mehrere Maßnahmen durchgeführt wurden, um den Betrieb der V 60 wirtschaftlicher zu gestalten.
Die Baureihe wurde 1987 als Kleinlok eingestuft und trug seitdem die Baureihenbezeichnung 360 bzw. 361. Die Einstufung als Kleinlok sparte Personalkosten, da die Bundesbahn nun keine „Lokführer“ mehr einsetzen musste, sondern „Kleinlokbediener“, deren Ausbildung günstiger war. Durch die Umstellung der Führerschein-Systematik auf die VDV-Richtlinie 753 (siehe Triebfahrzeugführerschein) hat die Einstufung als Kleinlok heute nur noch deklaratorische Bedeutung – die V 60 würde nach wie vor die technischen Anforderungen an „große“ Lokomotiven gemäß EBO erfüllen. Der Einbau von Funkfernsteuerungen erlaubte Einmann-Rangierfahrten; die fernsteuerbaren Modelle wurden Baureihe 364 (leichte Bauart) bzw. 365 (schwere Bauart).
Seit 1997 werden die Maybach-Motoren bei Aufarbeitungen durch Caterpillar-Zwölfzylindermotoren mit 465 kW (632 PS) ersetzt, wobei dieser Umbau nur noch bei Loks mit Funkfernsteuerung ausgeführt wird. Diese Loks tragen die Bezeichnungen 362 (leichte Bauart) bzw. 363 (schwere Bauart).
Im Jahr 2001 wurde eine Lok mit einem Caterpillar-V8-Motor für Erdgasbetrieb ausgerüstet und im Bereich München erprobt; diese wurde als 760 877 bezeichnet. Mittlerweile wurde diese Lok verschrottet.

## Technik: Auslieferungszustand
Die V 60 (260/261) ist 10,45 Meter lang und maximal 60 km/h schnell. Sie kann Neigungswechsel mit einer Gradientenausrundung ab 200 m befahren.
Der Rahmen ist vollständig geschweißt. Das höhere Reibungsgewicht der Baureihe 261 wird durch verstärkte Rahmenwangen und Deckbleche erreicht. Der Rahmen stützt sich über Blattfedern auf die Radsätze ab. Der Radsatzstand der beiden äußeren Radsätze beträgt 4,3 m, daher ist zur Verbesserung des Bogenlaufs und Minderung des Verschleißes der mittlere Radsatz um 30 mm seitenverschiebbar gelagert und eine mechanische Spurkranzschmiereinrichtung der Bauart De Limon eingebaut. Unter dem nicht ganz mittig angeordneten Führerhaus befindet sich das Getriebe, in dem längeren vorderen Vorbau befinden sich Motor und Kühlanlage, im hinteren Luftpresser, Hauptluftbehälter und Kraftstoffanlage. Das Führerhaus ist schallisoliert, der Führerstand befindet sich an der vorderen Seite und ist von beiden Seiten bedienbar.
Der Antrieb erfolgt durch einen 12-Zylinder-Maybach-GTO-6-Dieselmotor mit 478 kW (650 PS). Dieser Motor ist eine Weiterentwicklung des Typs GO 5, der ab 1932 in diversen Triebwagen, unter anderem dem „Fliegenden Hamburger“, eingesetzt wurde. Mittels hydrodynamischem Getriebe von Voith werden über eine Blindwelle und Kuppelstangen die drei Radsätze der Lok angetrieben, ein Antriebskonzept, das auch bei früheren Rangierlokomotiven wie der Baureihe V 36 zum Einsatz kam. Die älteren V 60 haben das Drei-Gang-Getriebe L 37 zUB mit einem Anfahrwandler und zwei Kupplungsgängen, Loks ab der vierten Nachbauserie das Zwei-Gang-Getriebe L 27 zUB mit zwei Wandlern. Die von diesem Getriebe erhofften Kraftstoffeinsparungen zeigten sich in der Betriebspraxis zwar nicht, allerdings bietet das Zweiwandlergetriebe im Rangierbetrieb Vorteile durch die günstige Lage des einzigen Schaltpunktes, und es ist günstiger in der Wartung.
Ein dem hydraulischen Getriebe nachgeschaltetes mechanisches Zahnradgetriebe erlaubt ferner die Wahl zwischen einem Rangier- und einem Streckengang. Die Höchstgeschwindigkeit im Rangiergang beträgt 30 km/h, im Streckengang 60 km/h bei allerdings entsprechend geringerer Zugkraft. Bei Beförderung mit fremder Kraft darf die Lokomotive mit bis zu 75 km/h geschleppt werden, bei demontierten Kuppelstangen mit 35 km/h.
Um den Dieselmotor zu starten, muss er vorgeheizt werden, bei den Lokomotiven der ersten Bauserie wurde dies durch einen kleinen Koksofen bewerkstelligt, für den bis zu 150 kg Koks mitgeführt wurde. Auch Vorwärmung durch Einspeisen von Fremddampf war im Auslieferungszustand möglich (die Dampfheizkupplungen wurden später im Rahmen der „Einbaustufe 1“ der UIC-Mittelpufferkupplung demontiert). Bei Lokomotiven der ersten bis dritten Nachbauserie wurde in den Brennraum des Koksofens ein ölgefeuerter Sturzbrenner eingebaut. Lokomotiven mit Koksfeuerung wurden im Laufe der Zeit in gleicher Weise umgebaut. Bereits Mitte der 1970er Jahre waren V 60 mit Koksfeuerung nur noch vereinzelt zu finden. Die Lokomotiven der vierten und fünften Nachbauserie erhielten eine Vorwärmung mit einem Ölbrenner anderer Bauart. Seit 1997 wurde durch das zuständige Ausbesserungswerk einheitlich ein Vorwärmgerät von Webasto eingebaut, das im Umlauf untergebracht ist.

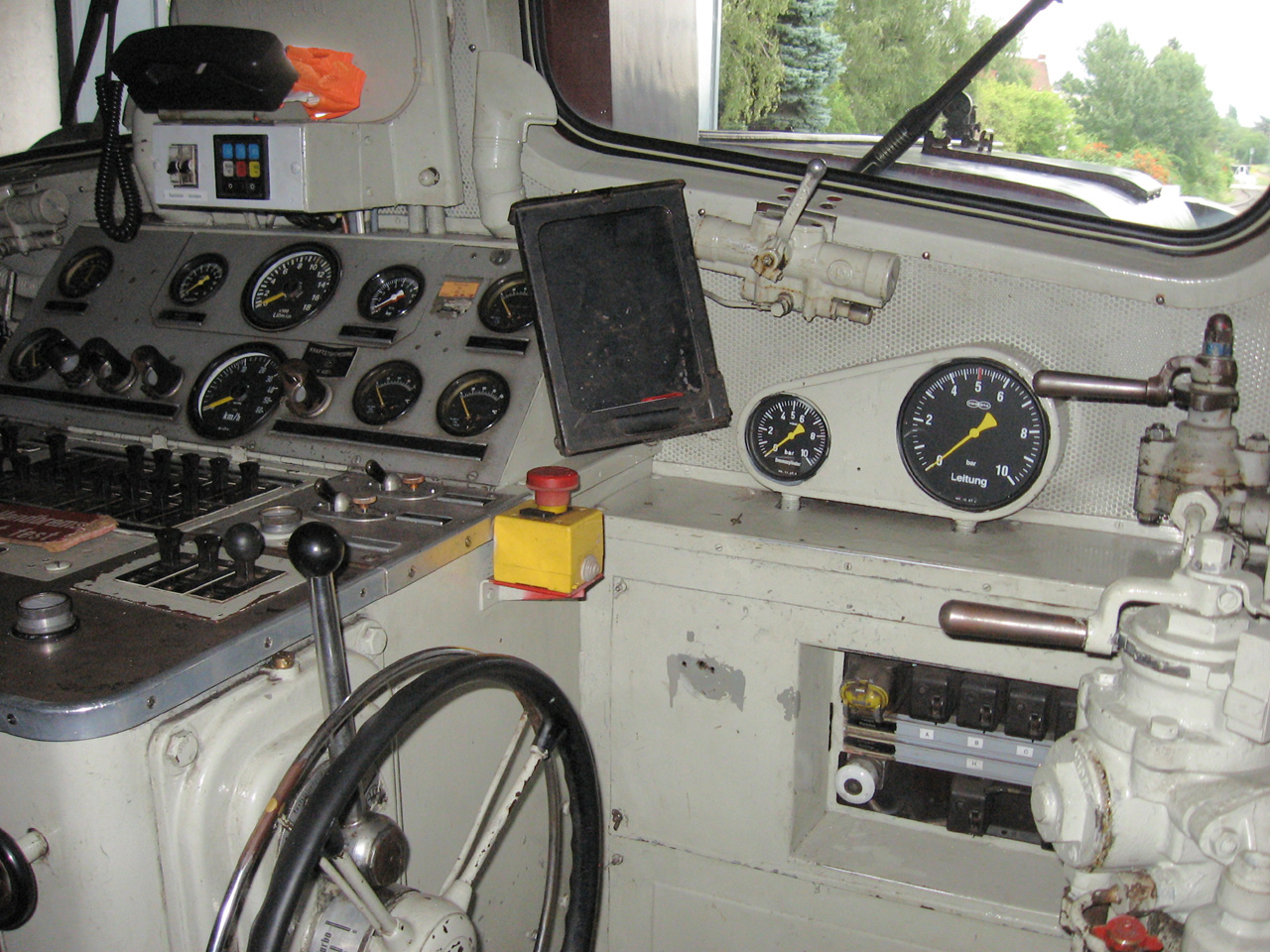
Führerstand einer nicht zur Funklok umgebauten 360

Die Regelung von Motor und Getriebe erfolgt pneumatisch. Das Fahrschalterhandrad wirkt auf ein Steuerluftventil, und dieses wiederum auf die Einspritzpumpe. Der Triebfahrzeugführer kann so stufenlos die eingespritzte Menge Kraftstoff und somit die Motorleistung regulieren. Man nannte dies auch „Füllungsregelung“ (die „Füllung“ bezeichnet hier die eingespritzte Kraftstoffmenge, nicht den Füllstand des hydraulischen Getriebes). Durch die Möglichkeit einer Verbindung der Steuerluftkreise zweier Lokomotiven wurden einige V 60 doppeltraktionsfähig gemacht. Die Motordrehzahl der unbesetzten Lokomotive wurde über ein zusätzliches Kabel an ein Instrument auf der führenden Lok übermittelt. Zu einer flächendeckenden Ausrüstung für Doppeltraktion kam es nicht, da der schwere Rangierdienst später von der V 90 übernommen wurde, die Einrichtungen wurden zurückgebaut.
Alle Loks der V-60-Familie verfügen über eine durchgehende Druckluftbremse (ursprünglich mit einlösigem Steuerventil), eine Zusatzbremse und eine auf die dritte Achse wirkende Handbremse.
Eine Sicherheitsfahrschaltung war im Auslieferungszustand nicht vorhanden und wurde nach 1963 nachgerüstet. Punktförmige Zugbeeinflussung war ursprünglich nur als Sonderausrüstung vorhanden (Bauform I 60) und wurde erst in den 1980er Jahren flächendeckend nachgerüstet. Ausrüstung mit dem elektronischen Registriergerät ER24 und damit Betriebsprogramm PZB 90 ist heute nicht überall vorhanden. Stattdessen entschied sich insbesondere DB Schenker Rail (heute DB Cargo), das Sicherheitsniveau der PZB 90 nur anzunähern, indem die Prüfgeschwindigkeiten der Indusi I 60 auf besonders niedrige Werte abgesenkt wurden. Die umgebauten Fahrzeuganlagen tragen die Typenbezeichnung I 60 M.

## Technik: Funklok
Erstmals wurden im Jahre 1962 die Lokomotiven V 60 042 und V 60 043 für einen Versuchsbetrieb im Mannheimer Rangierbahnhof mit einer Funkfernsteuerung versehen, allerdings erlaubte diese nur das automatische Abdrücken durch eine zu optimierende Geschwindigkeit mittels einer stationären Steuerung durch den Bergmeister. In Folge wurden weitere Lokomotiven der DB-Baureihe V 90 mit dieser Vorrichtung in Mannheim, Kornwestheim, Maschen und Seelze ausgestattet.
1984 wurde in drei Lokomotiven der Baureihe 261 eine tragbare Funkfernsteuerung erprobt, ab 1987 wurden in größerem Umfang Lokomotiven damit ausgerüstet, die in die Baureihe 365 umgezeichnet wurden. Ab 1990 wurden auch Loks der Baureihe 360 so ausgerüstet, sie erhielten die Baureihenbezeichnung 364. Dies ermöglicht dem Lokrangierführer geschobene Rangierfahrten, ohne dass zusätzlich ein Rangierer zur Fahrwegbeobachtung die Spitze besetzen muss. Der Einbau des Fernsteuerrechners bedingte umfangreiche Änderungen an der Fahr- und Bremssteuerung der Lokomotiven. Mechanisches Fahrventil und Wendeschaltung wurden durch Schaltpulte an beiden Seiten des Führerstands ersetzt, denn auch im manuellen Betrieb werden alle Fahrbefehle durch den Fernsteuerrechner geleitet. Um bei Ausfall des Rechners die Lokomotive noch aus eigener Kraft bewegen zu können, ist ein Hilfssteuerungsventil eingebaut, das direkt auf die pneumatische Steuerung von Motor und Getriebe wirkt. Das bisher einlösige Steuerventil der Druckluftbremse wurde durch das mehrlösige KE-Ventil ersetzt. Serienstandard bei Funkloks ist auch eine automatische Rangierkupplung, die einige Jahre vorher auch schon vereinzelt bei nicht fernsteuerbaren V 60 zu finden war. Alle Fernsteuerbediengeräte benutzen dieselbe Sendefrequenz im Bereich um 420 MHz. Die Reichweite beträgt bis zu 700 Meter. Ein Zeitschlitzverfahren ermöglicht den gleichzeitigen Betrieb von bis zu zehn Funkloks im selben Empfangsbereich. Die Funktelegramme enthalten die Adresse der angesprochenen Lok. Diese wird vom Fernsteuerbediengerät aus einem Elektronikbaustein am Batterieblock bezogen, der bei Entnahme aus dem Batterieladegerät der Lokomotive entsprechend codiert wird. Im Funkbetrieb sind zum Schutz der unbesetzten Lokomotive einige selbsttätige Überwachungseinrichtungen für Motor, Getriebe und Kühlung wirksam, ferner ein elektronischer Gleit- und Schleuderschutz.
Triebfahrzeuge der Baureihen 362 und 363 haben ein umfangreich modernisiertes Innenleben. Kernstück ist der Motor CAT 3412E DI-TTA von Caterpillar mit elektronischer Drehzahlregelung. Auch Lichtmaschinen und Luftpresser wurden durch moderne Geräte ersetzt.

## Einsatz

### Deutschland
Die Maschinen kamen nicht nur im Rangierdienst, sondern auch vor leichten Güter- und Personenzügen zum Einsatz; auch Arbeitszüge gehörten zum Aufgabenfeld.

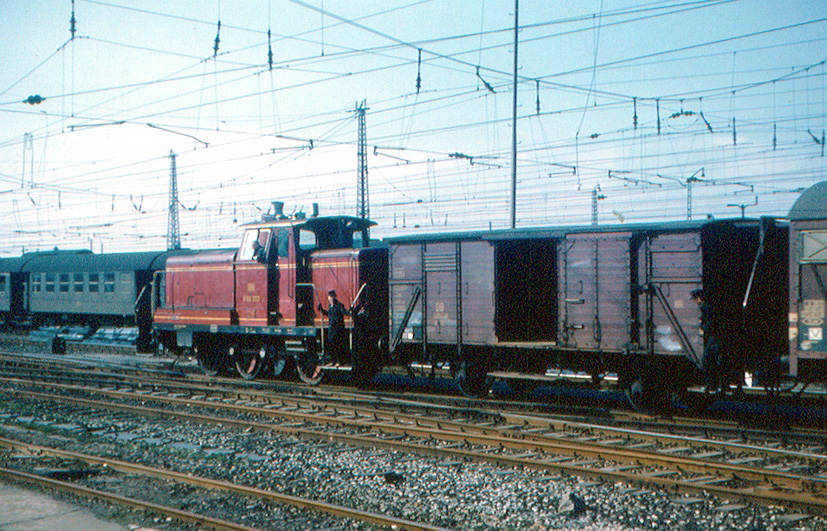
V 60 im Rangierdienst in Heilbronn Hbf (1960)
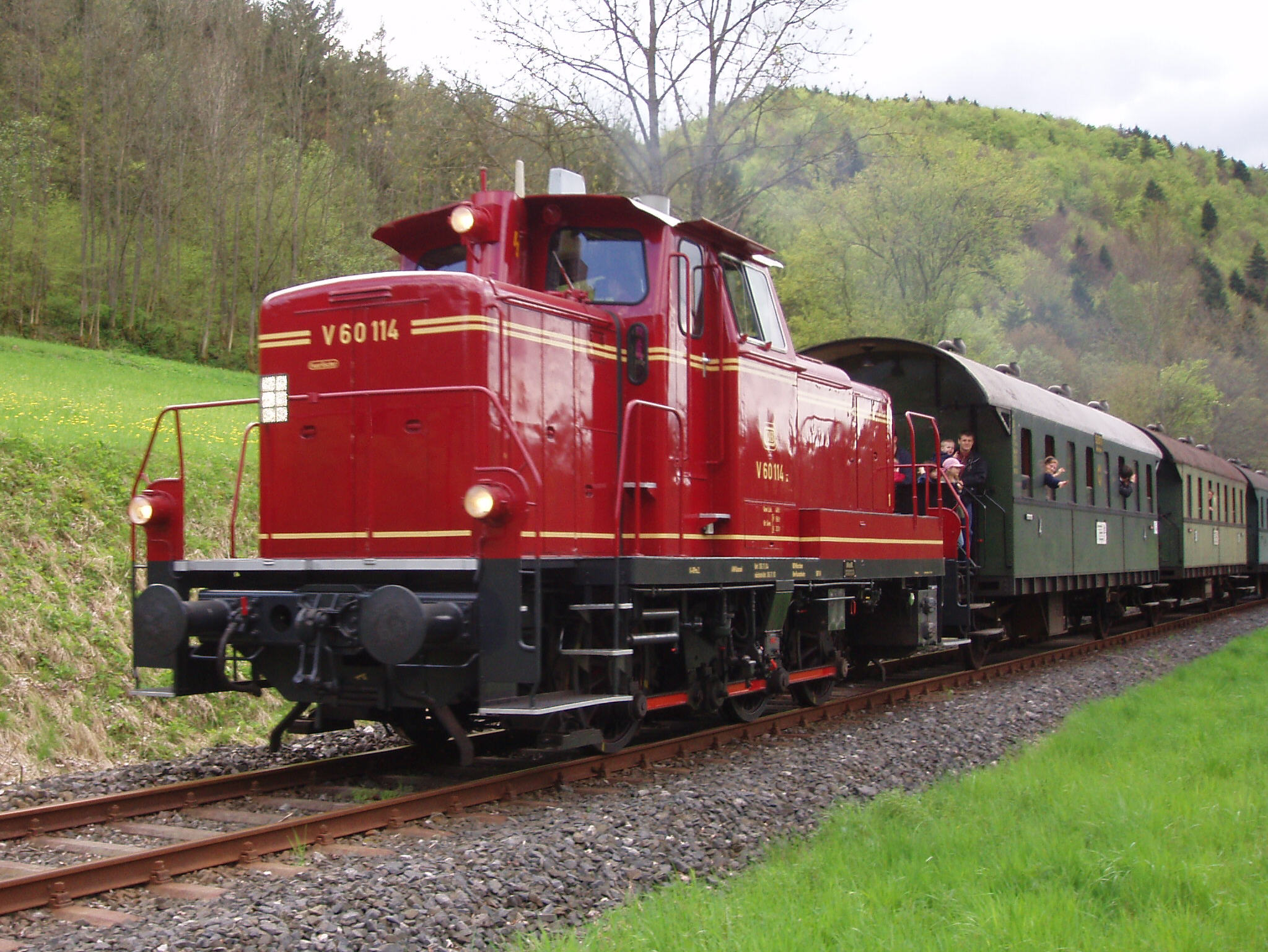
DB V 60 in der roten Ursprungslackierung
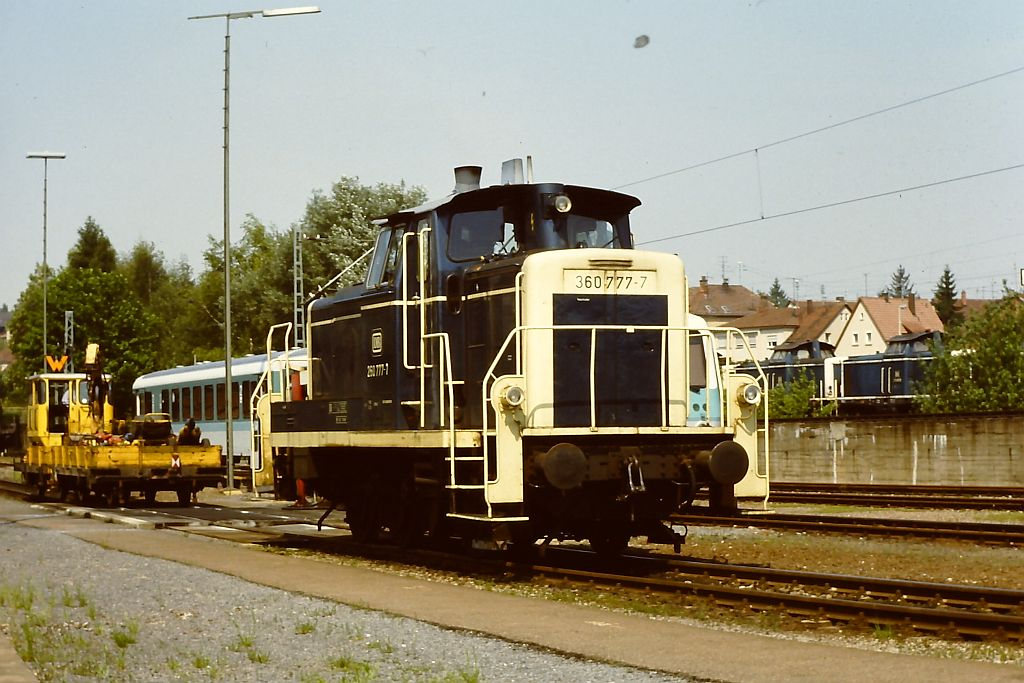
DB 360 in ozeanblau/beige
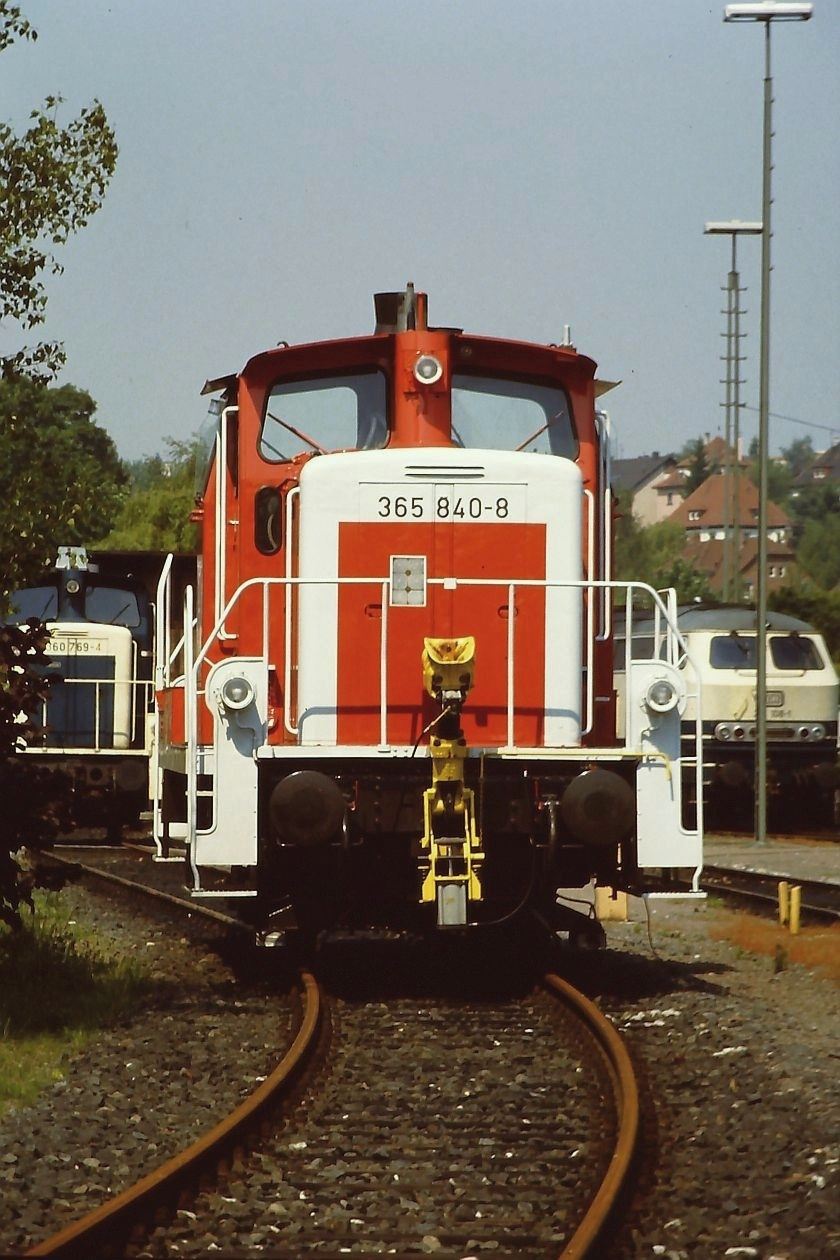
DB 365 in orientrot mit Rangierkupplung
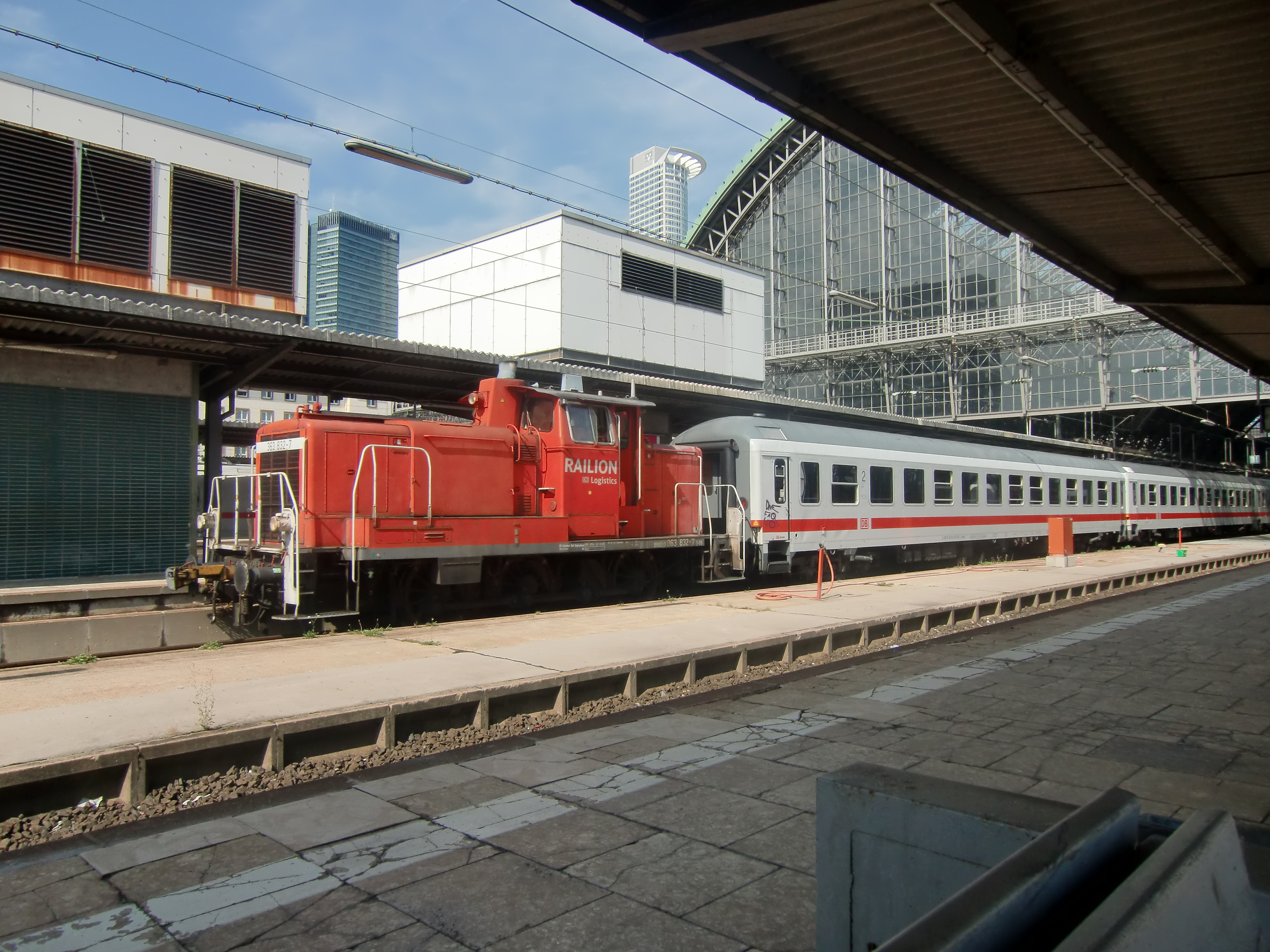
DB 363 mit IC-Wagen in Frankfurt

Von den 942 an die DB ausgelieferten Loks war 2015 nur noch knapp ein Viertel aktiv. Die Loks ohne Fernsteuerung wurden zwar Schritt für Schritt bis Anfang 2003 ausgemustert, von den Fernsteuerloks waren jedoch 2004 noch etwa 400 bei der DB im Einsatz. Im Januar 2012 befanden sich noch rund 270 Loks der Baureihe V 60 im Bestand von DB Schenker Rail, davon rund 90 Loks der Baureihe 362 und ca. 180 Exemplare der Baureihe 363. Zum 1. Januar 2015 führte DB Schenker Rail 77 Loks der Baureihe 362 und 144 Loks der Baureihe 363 im Bestand.
Die Lokomotive mit der Nummer 362 362 ist die erste V 60, die 50 Dienstjahre bei der DB bzw. DB AG im Einsatz steht. Sie wurde am 12. April 1957 als V 60 362 und letztes Exemplar der ersten Bauserie in Dienst gestellt und ist damit seit 2015 die älteste Lokomotive der DB AG im aktiven Betriebsdienst.
Ab Werk ging zunächst nur eine einzige Lokomotive an Privat. Im Jahre 1957 baute MaK eine als „MaK 101“ bezeichnete Vorführlokomotive des Typs 650 C (V 60) unter der Fabriknummer 600138, die 1967 an die Maxhütte in Sulzbach-Rosenberg verkauft wurde. Diese Lokomotive ging nach ihrer Dienstzeit bei der Maxhütte über verschiedene Privatbahnen zuletzt an die Nordbayerische Eisenbahngesellschaft NbE in Aschaffenburg, wo sie 2013 verschrottet wurde.
Seit den ersten großen Ausmusterungswellen in den 1980er Jahren gelangten und gelangen auch noch im Jahr 2015 viele Exemplare an Bahnen im In- und Ausland. 2008 befanden sich über 70 Loks im Besitz von deutschen Privat- und Werksbahnen, wobei die Mehrzahl in der Baustellenlogistik und im lokalen Schienengüterverkehr zum Einsatz kam. Bei verschiedenen Museumsbahnen befinden sich V 60 im Einsatz, so bei den Passauer Eisenbahnfreunden, die Schienenverkehrsgesellschaft des FzS e. V., der Museumseisenbahn Hamm und anderen. Weitere Exemplare sind in Eisenbahnmuseen erhalten, etwa im Technoseum in Mannheim.
Die Museumslokomotive V 60 150 verbrannte beim Großbrand in der Nacht vom 17. auf den 18. Oktober 2005 im Ringlokschuppen des Verkehrsmuseums Nürnberg im Bahnbetriebswerk Nürnberg Hauptbahnhof der DB Regio.

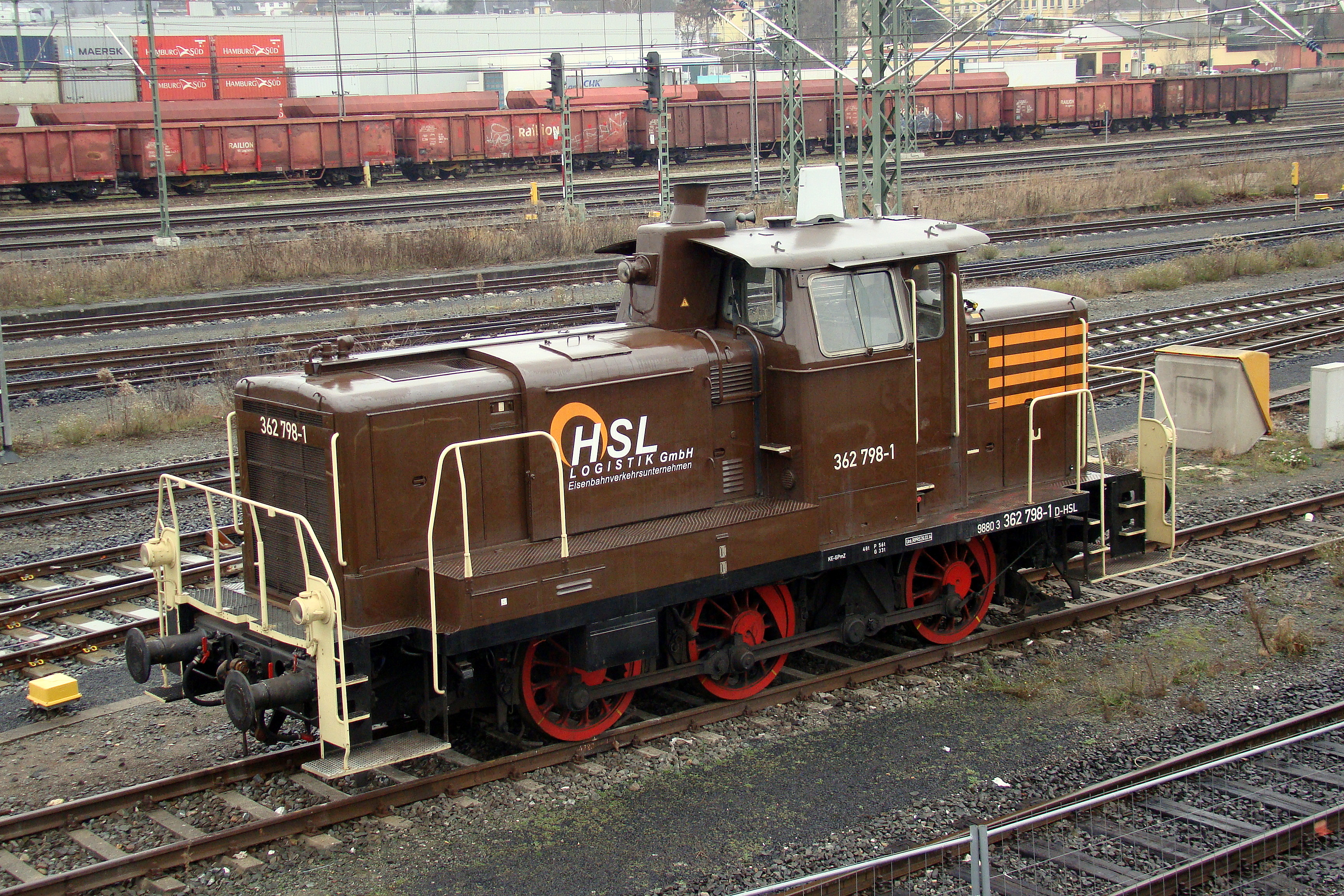
V 60 (362 798) der HSL Logistik in Hof Hbf
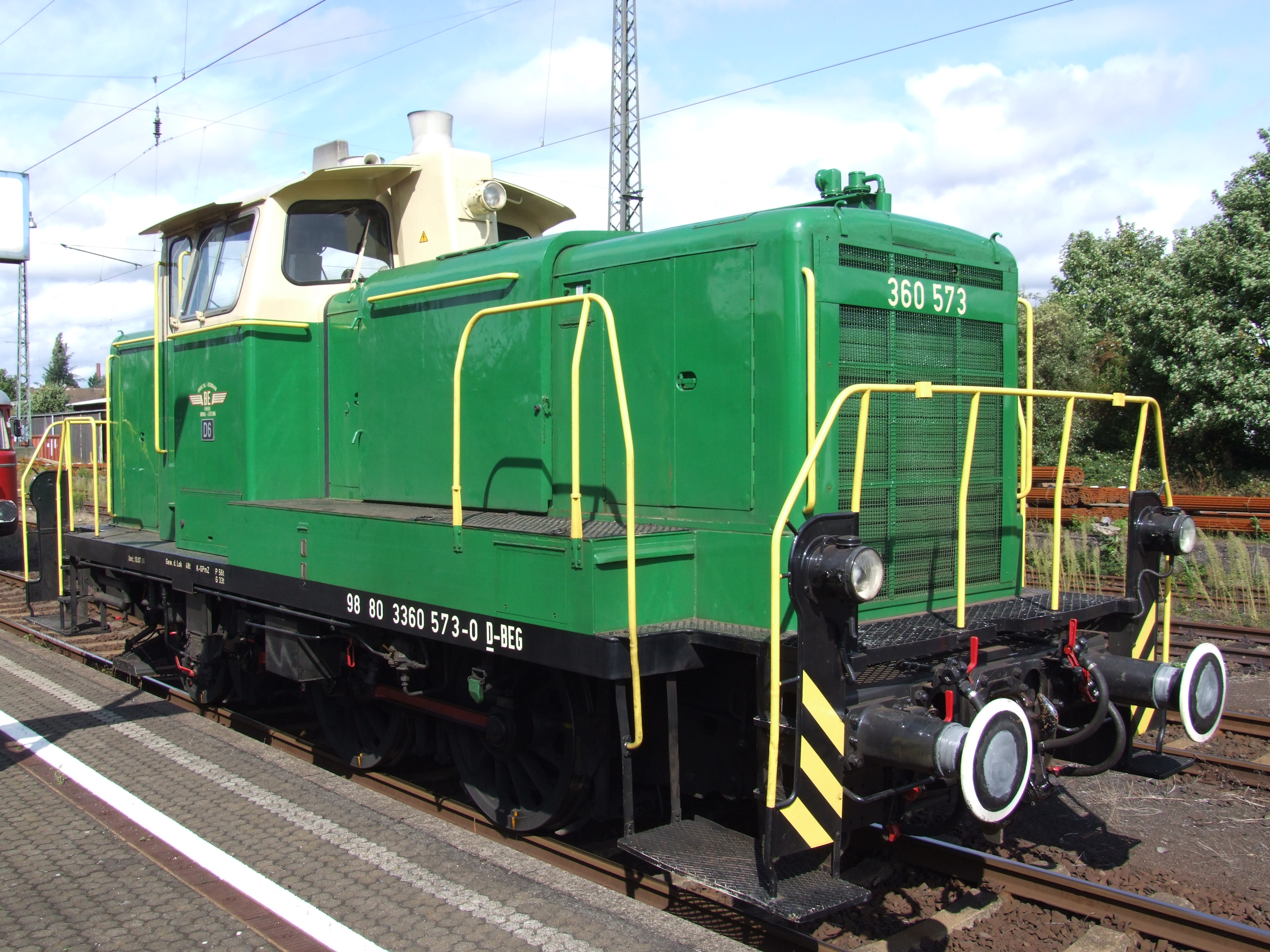
An die Brohltalbahn verkaufte V 60
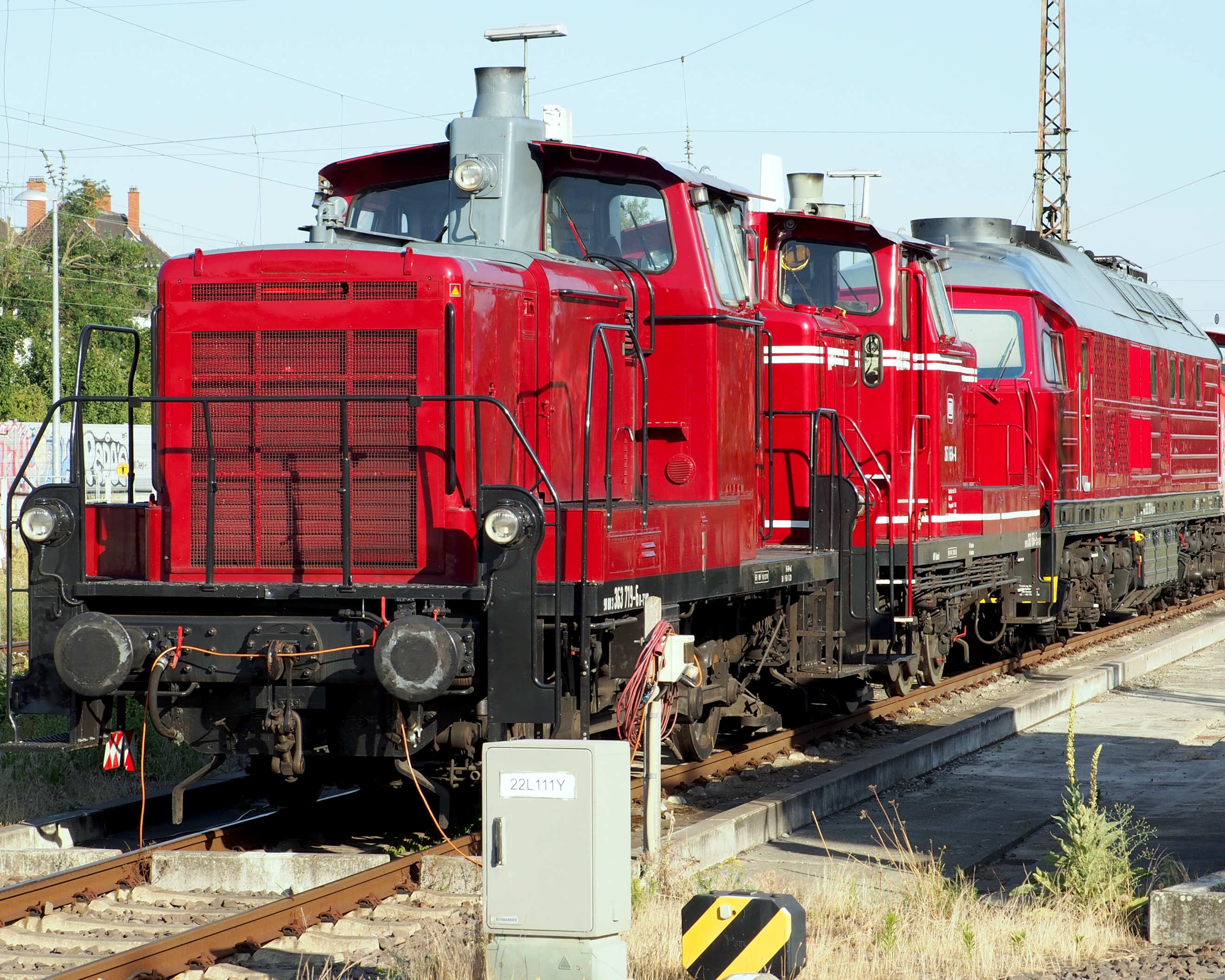
V 60 von TrainLog in Mannheim-Rheinau

### Ausland

Rangierlok Nr. 228 der Israel Railways (1959)

Baugleiche oder ähnliche Loks sind fabrikneu zu anderen Staatsbahnen gelangt: Schon in den 1950er Jahren wurden von der Maschinenfabrik Esslingen zwei Loks an die Chilenische Staatsbahn (mit 450-PS-Motor) und 18 Loks einer Variante mit geändertem Motor (550 PS) nach Israel geliefert, sie waren bis in die 1990er Jahre vorwiegend im Rangierdienst in Haifa und Lod, aber auch zwischen Tel Aviv und Jerusalem im Streckendienst eingesetzt. Zwei dieser Loks sind museal erhalten.

#### NMBS/SNCB-Reihe 80

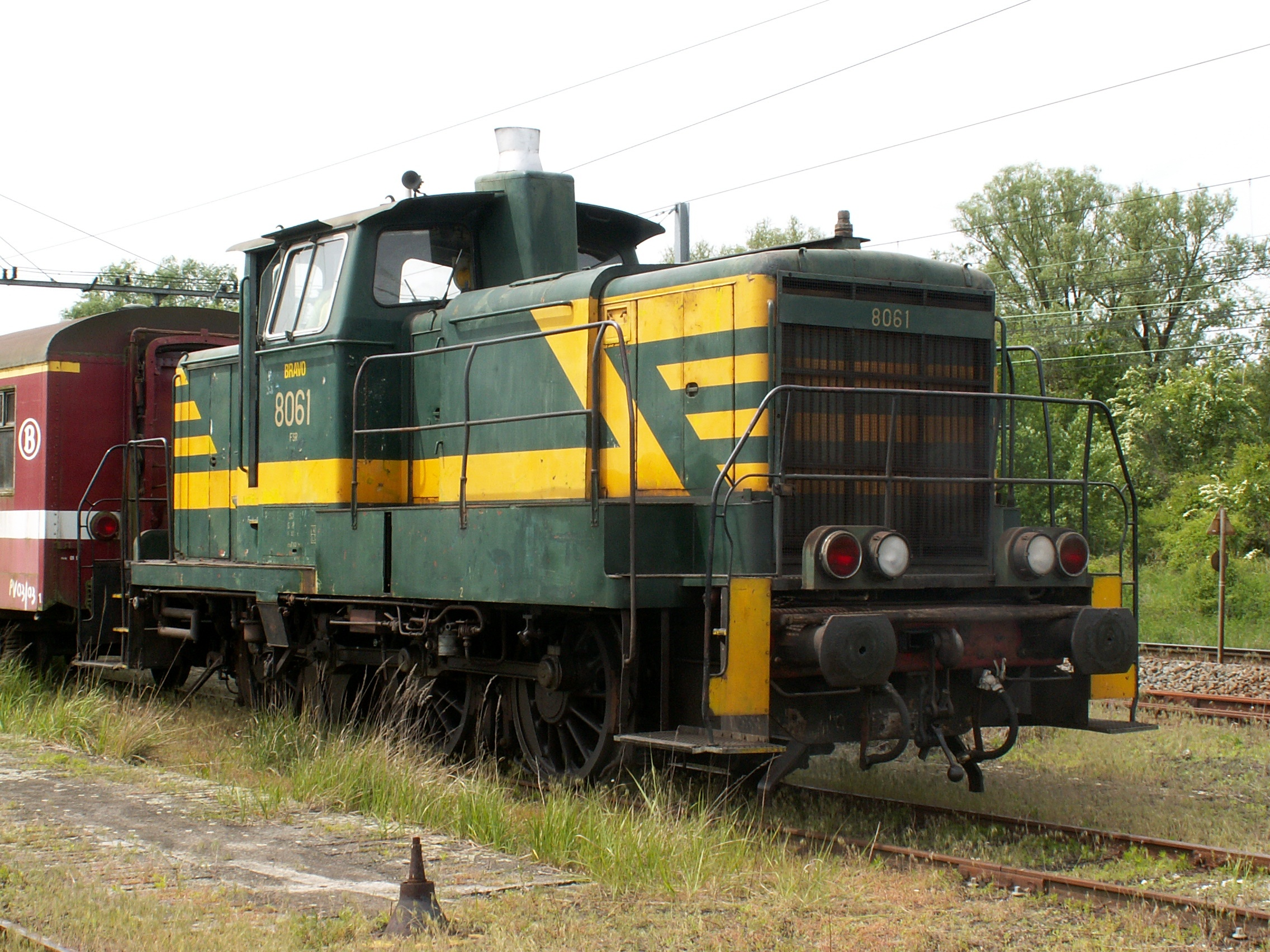
Série 80 der NMBS/SNCB

Von 1958 bis 1962 wurden 69 Maschinen in Belgien unter Lizenz nachgebaut. Die Beschaffung der Loks der Série 80 (französisch) bzw. Reeks 80 (niederländisch) erfolgte in zwei Losen. Die ersten 42 Lokomotiven teilten sich La Brugeoise et Nivelles (BN) in Brügge und die Ateliers Belges Réunis (ABR) in Edingen  zu gleichen Teilen. Die 27 Lokomotiven des zweiten Loses baute BN allein. Die Lokomotiven hatten die deutschen Maybach-Motoren vom Typ GTO 6A und Voith-Turbogetriebe L 37 zUB. 1971 wurden sie als 8001 bis 8069 umgenummert (Es fehlte 8019 für eine bereits ausgemusterte Lok). Bis 2002/2003 wurden alle Lokomotiven ausgemustert. Einige wurden verkauft und sind zum Teil 2019 noch im Einsatz. Drei Lokomotiven (8040, 8061 und 8062) sind museal erhalten.

#### CEH/OSE A 101 bis 130
Weitere 30 Loks lieferte Krupp zwischen 1962 und 1967 in einer an das DB-Farbschema angelehnten Lackierung an die griechische Staatsbahn Sidirodromoi Ellinikou Kratos (SEK)/Chemins de Fer de l’État Hellénique (CEH), ab 1973 Organismós Sidirodrómon Elládos (ΟΣΕ), geliefert. Dort erhielten sie die Betriebsnummern A 101 bis A 130 und den Spitznamen „Κρουπάκι“, eine Verniedlichung des Herstellernamens. Der Einsatz erfolgte überwiegend in Thessaloniki und in Athen. Die Lokomotiven wurden ab den Zweitausender Jahren ausgemustert, einzelne Maschinen waren um 2013 noch im Einsatz. 2020 wurden noch zwei Fahrzeuge, A 110 und A 116, in Thessaloniki eingesetzt.

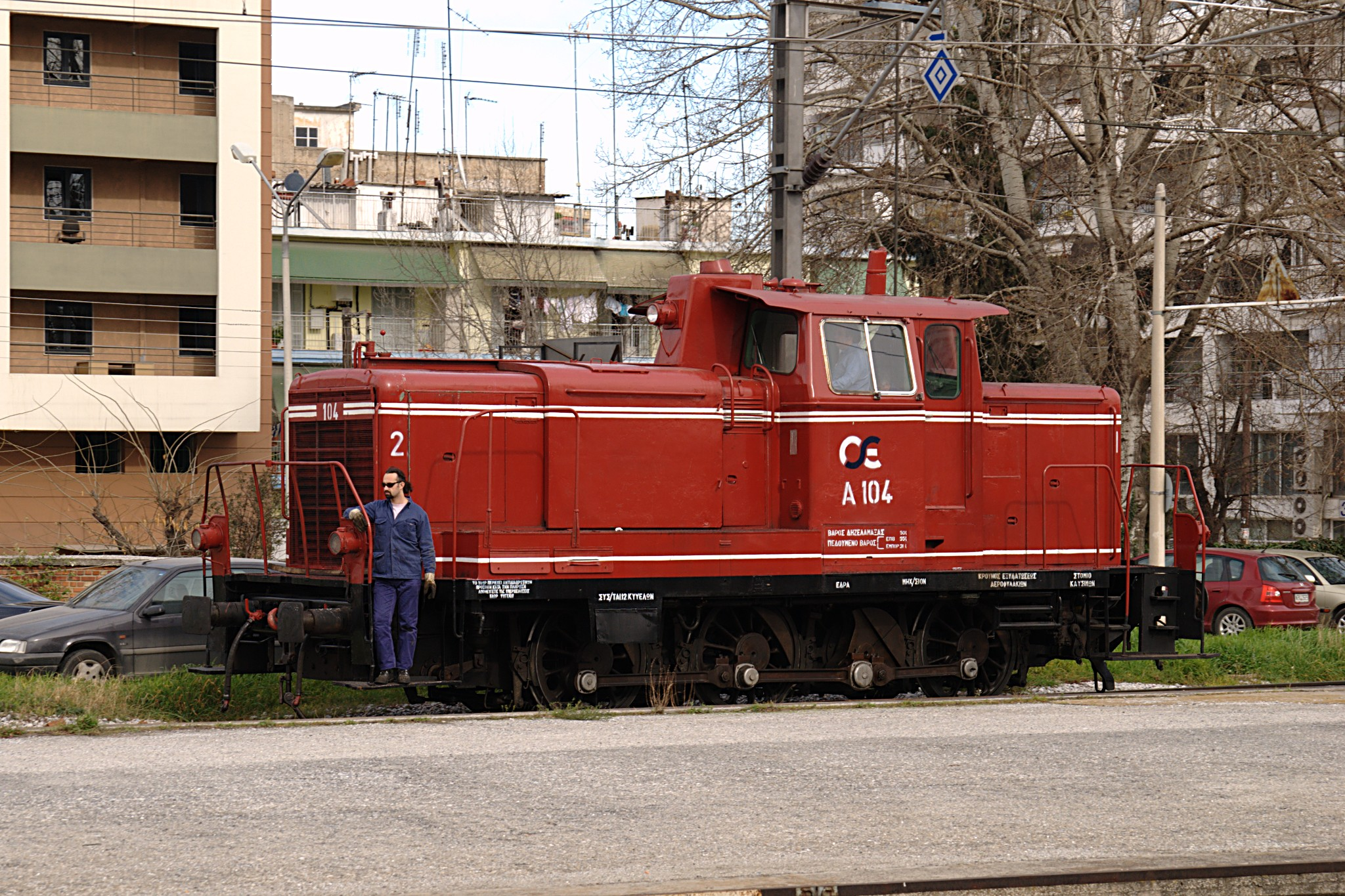
A 104 in Thessaloniki (2009)
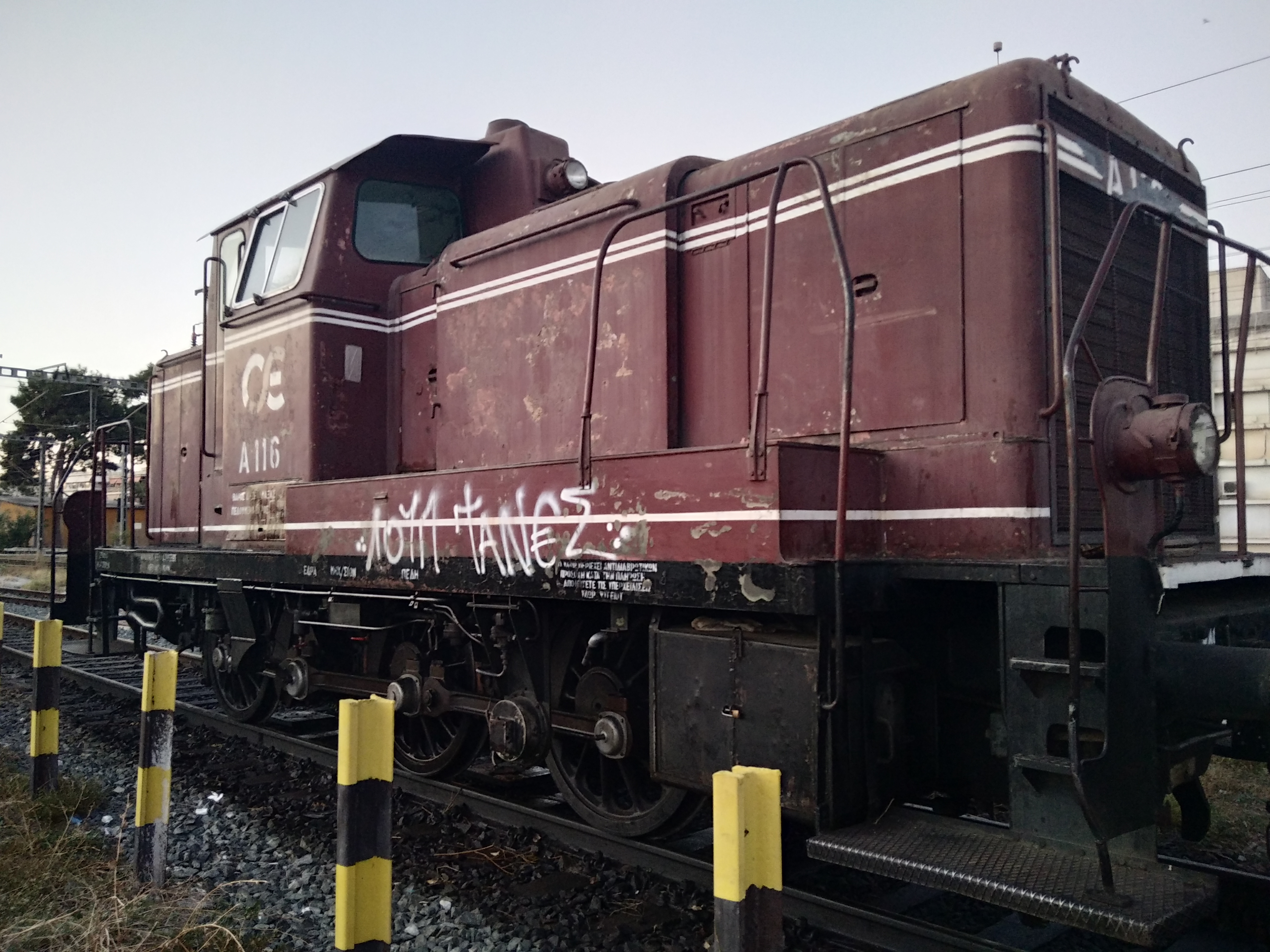
A 116 in Thessaloniki (2020)

#### TCDD DH 6500
1960 erwarb die Türkei 13 Lokomotiven, die bei Krupp und der Maschinenfabrik Esslingen gebaut wurden. Auch diese Lokomotiven hatten einen Maybach GTO 6/6A als Motor und das Voith-Turbogetriebe L 37 zUB. Die Farbgebung entsprach den DB-Lokomotiven. Sie wurden als DH 6.501–513 bezeichnet und in Istanbul und in Ankara eingesetzt. 1987/1988 wurden 27 Lokomotiven von der DB erworben, im AW Kassel aufgearbeitet und neu lackiert mit roten Aufbauten und beigen Zierstreifen, ähnlich der ersten DB-Farbgebung. Sie wurden als DH 6.514–540 eingesetzt. Hier waren sie teilweise auch im Personenverkehr mit ehemaligen Beiwagen des Uerdinger Schienenbusses im Einsatz. Im Lauf der Jahre erhielten die 1960 gebauten Lokomotiven eine neue Farbgebung in rot, einige Lokomotiven bekamen auf den Seitenflächen schräge weiße Balken. Etwa ab 2005 wurden die Lokomotiven ausgemustert, 2016 war nur noch eine Lokomotive im Bestand.

#### NSB Di 5
17 Loks wurden von Norges Statsbaner gekauft und als Baureihe Di 5 im norwegischen Nummernplan eingereiht. Ziel des Kaufes war, die ältesten Exemplare der Baureihe Di 2 zu ersetzen. Di 5 861 bis 867 (ehemals 261 640, 644, 657, 667, 673, 697 und 705) wurden 1985, 868 bis 877 (ehemals 261 002, 004, 700 und 260 121, 168, 230, 305, 337, 451 und 575) 1987 erworben. Lok 868 wurde nie in Betrieb genommen und diente als Ersatzteilspender. Die anderen Lokomotiven wurden in der Werkstatt Marienborg norwegischen Bedingungen angepasst und dort unterhalten. Alle Lokomotiven wurden bis 1998 ausgemustert und verschrottet. Die Lokomotiven erhielten einem gelben Anstrich mit roten Führerhäusern.

#### JŽ 734
Die Jugoslawischen Staatsbahnen kauften 1985/86 von der DB ausgemusterte Lokomotiven. Sie wurden als 734.0 (ehemalige 260) und 734.1 eingesetzt. 15 Lokomotiven gingen an ŽTP Zagreb, drei an die ZTP Pristina. Diese Lokomotiven behielten ihre DB-Farbgebung ozeanblau-beige. Weitere 23 Lokomotiven wurden 1987 gekauft. Diese Lokomotiven wurden im AW Kassel aufgearbeitet und mit einem grünen Lack versehen, die Geländer waren elfenbein. Nach dem Bürgerkrieg 1991 übernahmen die Nachfolgegesellschaften der JŽ einige der Lokomotiven. Die serbischen Bahnen ŽS erhielten drei Lokomotiven, die Bahnen im Kosovo (HK) zwei. Die kroatische Staatsbahn HŽ erhielten die 15 Lokomotiven der ŽTP Zagreb. Diese Lokomotiven erhielten die neue Baureihenbezeichnung 2133, die Ordnungsnummern bleiben gleich. Die Bahnen in Montenegro ŽCGP erhielten zwei Lokomotiven, die mazedonische Bahngesellschaft MŽ neun. Zwei weitere Lokomotiven gingen an ein Gleisbauunternehmen, wurden mit neuen Motoren ausgerüstet und sind auch 2020 noch im Einsatz. Die übrigen Lokomotiven sind alle ausgemustert.

#### Railion Nederland
Sieben Lokomotiven der Baureihe 363 und eine der Baureihe 364 wurden 2007/2008 an die niederländische DB-Tochtergesellschaft verkauft und kamen in den Niederlanden zum Einsatz. 2017 wurden sie an die private BT Trains B.V. verkauft, die die Lokomotiven weiterhin vermietet.

#### Weitere Länder
Zwei Lokomotiven (260 108 und 206) fanden in den 1980er Jahren zum Ende ihrer Einsatzzeit bei der Bundesbahn den Weg zu den Staatsbahnen in Algerien, sind aber inzwischen ausgemustert.
In Italien und der Schweiz wurden Lokomotiven von verschiedenen Bauunternehmen eingesetzt.